# Элькинд, Аркадий Данилович
Аркадий Данилович Элькинд (1869—1920) — российский медик и антрополог; доктор медицины.

## Биография
Родился в 1869 году в Могилёве в семье Дона Ицки-Янкелевича Элькинда и Фрейды Шмулевны Вольпин. Высшее образование получил в Императорском Московском университете.
В течение 1894—1896 годах был дважды командирован Императорским Обществом любителей естествознания, антропологии и этнографии для сбора антропологических наблюдений среди населения Привислянского края. В 1898—1899 годах Элькинд работал в европейских клиниках и в антропологических институтах Рима и Мюнхена.
В 1912 году он получил степень доктора медицины. В качестве диссертации им были представлены две работы: 1) «Евреи» (сравнительно-антропологическое исследование преимущественно по наблюдениям над польскими евреями, «Известия Императорского Общества любителей естествознания, антропологии и этнографии», том CIV); 2) «Антропологическое изучение евреев за последние десять лет» («Русский антропологический журнал», 1912). В них Элькинд заявляет о существование особого еврейского типа, прежде всего среди русско-польских евреев. Образование этого типа, по его мнению, следует с наибольшей вероятностью отнести к дохристианской эпохе и в значительно меньшей степени к позднейшим эпохам.
Помимо указанных, Элькинд напечатал ряд антропологических исследований, из которых к еврейской тематике относились следующие труды: «Евреи» (сравнительно-антропологический очерк; «Русский антропологический журнал», 1902, № 3); «Anthrop. Unters. über die russisch-poln. Juden und der Wert dieser Untersuchungen für die Antrop. der Juden im allgemeinen» (Zeitschrift für Demogr. und Stat. der Juden, 1906, № 4 и 5); «Versuch einer antrop. Parallele zwischen Juden und Nichtjuden» (там же, 1908, № 1 и 2); «К социальной борьбе с вырождением»; «Еврейский медицинский голос», 1908 год. Также его перу принадлежит обширная работа «Привислянские поляки. Антропологический и краниологический очерк», которая была издана в «Трудах Антропологического Отделения Московского общества испытателей природы» (XVIII) в 1896 году.
Аркадий Данилович Элькинд умер в 1920 году.